# Aqqusch al-Burli
Aqqusch al-Burli († 1269/70) war ein Mamluken-Emir, der im Jahre 1261 kurzzeitig in Nordsyrien eine unabhängige Herrschaft errichtete und einen Kalifen proklamierte.
Aqqusch war Kommandant der Aziziya-Mamluken im Heer des Sultans Qutuz, welches in der Schlacht bei ʿAin Dschālūt (September 1260) die Mongolen besiegte und anschließend Syrien unterwarf. Wie die meisten Befehlshaber in Syrien erkannte er die Usurpation des Baibars im Oktober 1260 an und verwarf die Erhebung des Sangar al-Halabi in Damaskus. Im Dezember 1260 fielen die Mongolen erneut in Syrien ein, eine Koalition der Ayyubiden-Emire von Homs und Hama konnte sie aber in einer Schlacht bei Homs schlagen. Im März 1261 trafen in Damaskus vom Sultan ausgestellte Haftbefehle ein, die gegen mehrere Truppenführer gerichtet waren, darunter auch gegen Aqqusch al-Burli. Diese Befehle standen vermutlich im Zusammenhang mit einer vom Sultan wenige Wochen zuvor niedergeschlagenen Truppenrevolte in Ägypten.
Bevor er verhaftet werden konnte, setzte sich Aqqusch in das inzwischen von den Mongolen geräumte Aleppo ab. Hier ernannte er sich eigenmächtig zum Statthalter im Namen des Sultans Baibars, ohne aber von dessen Vertretern in Damaskus dazu autorisiert worden zu sein. In der Folge ersuchte er Baibars mehrmals nachträglich um Anerkennung in dem von ihm usurpierten Amt. Da diese aber nicht gewährt wurde, herrschte er faktisch unabhängig in Aleppo. Um sich eine zusätzliche Legitimation zu verleihen, proklamierte er im Juni den Abbasiden al-Hakim I. zum Kalifen in Nachfolge des 1258 untergegangenen Kalifats von Bagdad. Im Gegenzug ernannte der Sultan in Kairo mit al-Mustansir II. einen eigenen Kalifen.
In den folgenden Monaten konnte sich Aqqusch al-Burli halten, wenngleich er dreimal Aleppo von Anhängern des Sultans zurückerobern musste. Erfolgreich säuberte er die Region Dschazira von mongolischen Horden. Im Oktober 1261 zog Sultan Baibars persönlich in Damaskus ein und ging daran, Syrien unter seine Kontrolle zu bringen. Wenngleich Baibars’ Kalif im folgenden November gegen die Mongolen am Euphrat fiel, konnte sich Aqqusch nicht mehr gegen die militärische Übermacht des Sultans behaupten. Zum Jahreswechsel auf 1262 unterwarf er sich zur Gänze dem Sultan, der ihm verzieh und wieder in das Offizierskorps der Mamluken aufnahm. Seinen Kalifen musste er dabei fallen lassen. 
Im Frühjahr 1262 zog Aqqusch al-Burli mit dem Baibars nach Ägypten zurück. Dort aber fiel er noch im selben Jahr im Zuge einer aufgedeckten Verschwörung mehrerer Generäle erneut beim Sultan in Ungnade, der ihn in einen Kerker werfen ließ. Bis zu seinem Tod um das Jahr 1269/70 kam Aqqusch nicht mehr frei. Sein in Aleppo proklamierter Kalif hatte im November 1262 auch die Anerkennung von Baibars erhalten, womit das abbasidische Schattenkalifat von Kairo begründet wurde.